# Мото-гран-при Катара
Мото-гран-при Катара (араб. جائزة قطر الكبرى للدراجات النارية‎) — это один из этапов соревнований чемпионата мира по шоссейно-кольцевым мотогонкам MotoGP. Он проводится на гоночной трассе Лусаил, которая находится в городе Доха, Катар.  В 2008 году в Карате прошло первое в истории ночное мото-гран-при.
Трасса «Лусаил» будет использоваться для проведения гран-при как минимум до 2031 года.

## История
Первый мото-гран-при Катара, известный под спонсорским название  — «Marlboro Grand Prix of Qatar», проходил с 30 сентября по 2 октября 2004 года. Соревнования проходили днем, при температуре около +40 градусов и при влажности всего в 14%, на поверхности асфальта было +51 °C..
После четырех лет проведения дневных гонок Катарская авто-мото федерация предложила «Dorna Sports» невероятную идею – ночные гонки! С помощью компании «Musco Lighting», специализирующейся на оснащении светом самых больших футбольных стадионов мира. Гран-При Катара в 2008 году стало первым в истории MotoGP ночным и принесло победу Кейси Стоунеру. 9 марта 2008 года на подиум поднялись Лоренцо и Педроса, а Росси завершил гонку лишь пятым, хотя в итоге стал чемпионом мира в шестой раз. Проведение гонки в темное время суток оказалось оправданным риском: погодные условия были идеальными – при температуре воздуха в +18° на поверхности трека сохранялась комфортная температура +19-20 градусов. Влажность воздуха вечером воскресенья достигла 58%.
Организация соревнования в вечернее время стало серьезным недостатком в сезоне 2009 года. В связи с искусственным освещением, наличие мокрой трассы приводило к опасным световым отражениям, что исключало возможность проведения гонок под дождем. Гонка в классе 125cc была остановлена после всего четырех кругов из-за начавшегося дождя, и не была возобновлена, что привело к потери очков. Гонка в классе 250cc была сокращена с 20 кругов до 13 кругов, а гонка в классе MotoGP, запланированная на полночь по местному времени, даже не смогла начаться из-за сильного дождя, и была отложена на следующий день в понедельник.

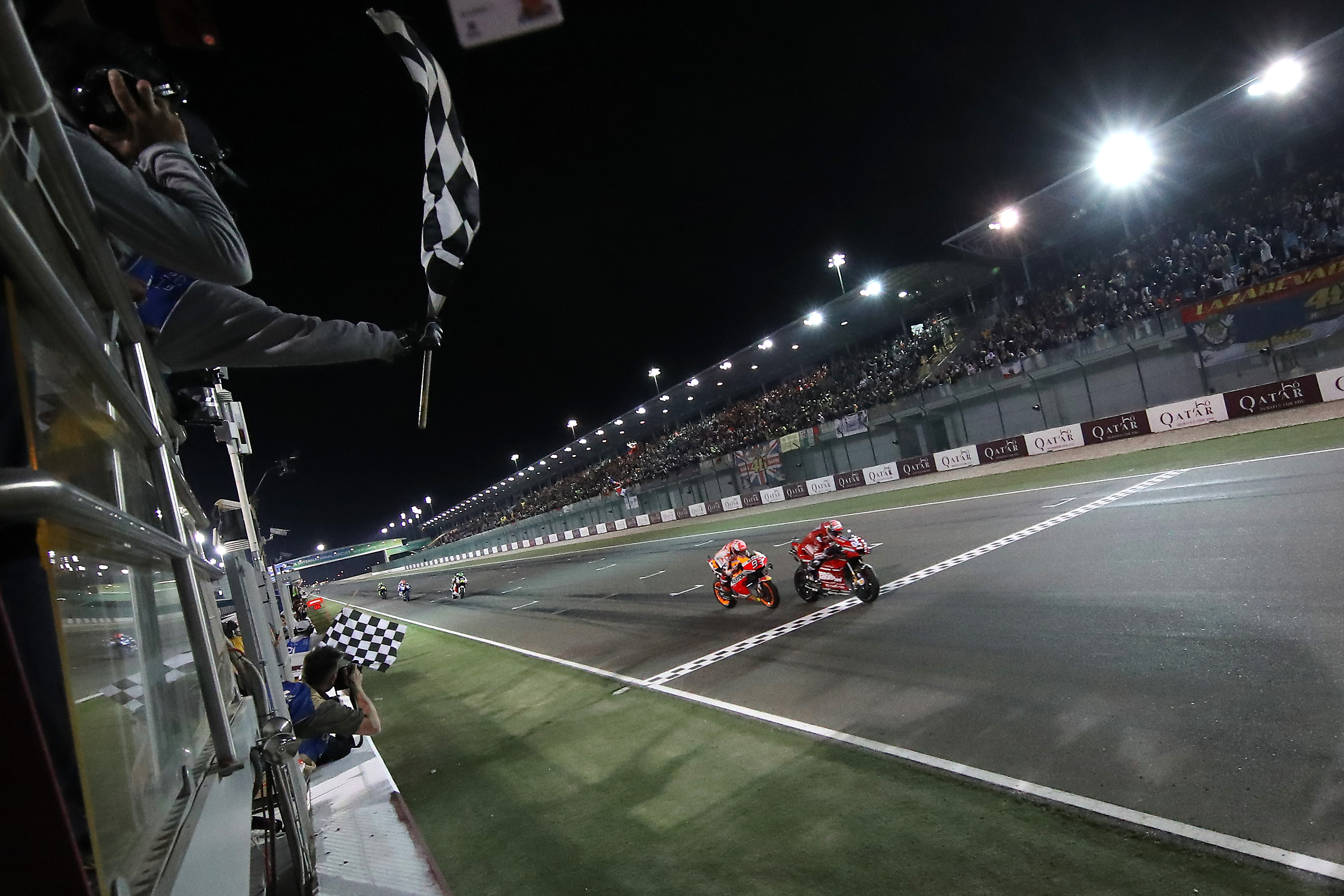
Андреа Довициозо и Марк Маркес на вишенной прямой в 2019 году.

Гонки в Дохе носят особый характер. Несмотря на то, что это официальный этап, где начисляются очки, он всегда был своего рода «демонстрационным» событием. Для гонщиков это означает, что межсезонье подошло к концу, они уже посетили треки в Малайзии и Испании - традиционным местам проведения предсезонных тестов. Однако теперь им необходимо проверить свои наработки на кардинально другой трассе, чтобы убедиться в правильности выбранного пути.
Планировавшаяся на 2020 год гонка класса MotoGP была отменена из-за вспышки коронавируса. В то же время, гонки классов Moto2 и Moto3 прошли по плану.

## Победители гран-при
Согласно:

### Гонщики
В таблице ниже представлены мотогонщики которые выиграли мото Гран-при Катара два и более раза, во всех класса когда либо существовавших в чемпионате.
| Кол-во | Мотогонщик       | Победы | Победы                 |
| Кол-во | Мотогонщик       | Класс  | Годы                   |
| ------ | ---------------- | ------ | ---------------------- |
| 6      | Хорхе Лоренсо    | MotoGP | 2012, 2013, 2016       |
| 6      | Хорхе Лоренсо    | 250cc  | 2006, 2007             |
| 6      | Хорхе Лоренсо    | 125cc  | 2004                   |
| 5      | Кейси Стоунер    | MotoGP | 2007, 2008, 2009, 2011 |
| 5      | Кейси Стоунер    | 125cc  | 2005                   |
| 4      | Валентино Росси  | MotoGP | 2005, 2006, 2010, 2015 |
| 3      | Маверик Виньялес | MotoGP | 2017, 2021             |
| 3      | Маверик Виньялес | Moto3  | 2012                   |
| 3      | Марк Маркес      | MotoGP | 2014, 2025             |
| 3      | Марк Маркес      | Moto2  | 2012                   |
| 2      | Нико Тероль      | 125cc  | 2010, 2011             |
| 2      | Андреа Довициозо | MotoGP | 2018, 2019             |
| 2      | Жауме Масия      | Moto3  | 2021, 2023             |
| 2      | Франческо Баньяя | MotoGP | 2024                   |
| 2      | Франческо Баньяя | Moto2  | 2018                   |

### Производители
В таблице ниже представлены производители мотоциклов которые выиграли мото Гран-при Катара два и более раза, во всех класса когда либо существовавших в чемпионате.
| Кол-во | Производитель | Победы | Победы                                                                 |
| Кол-во | Производитель | Класс  | Годы                                                                   |
| ------ | ------------- | ------ | ---------------------------------------------------------------------- |
| 12     | Aprilia       | 250cc  | 2004, 2005, 2006, 2007, 2008, 2009                                     |
| 12     | Aprilia       | 125cc  | 2006, 2007, 2008, 2009, 2010, 2011                                     |
| 12     | Kalex         | Moto2  | 2011, 2013, 2014, 2015, 2016, 2017, 2018, 2019, 2020, 2021, 2022, 2025 |
| 10     | Honda         | MotoGP | 2004, 2011, 2014                                                       |
| 10     | Honda         | Moto3  | 2015, 2016, 2017, 2018, 2019, 2022, 2023                               |
| 9      | Yamaha        | MotoGP | 2005, 2006, 2010, 2012, 2013, 2015, 2016, 2017, 2021                   |
| 9      | Ducati        | MotoGP | 2007, 2008, 2009, 2018, 2019, 2022, 2023, 2024, 2025                   |
| 6      | KTM           | Moto3  | 2013, 2014, 2020, 2021, 2025                                           |
| 6      | KTM           | 125cc  | 2005                                                                   |
| 2      | Suter         | Moto2  | 2010, 2012                                                             |
| 2      | Boscoscuro    | Moto2  | 2023, 2024                                                             |

### По годам

#### Результаты MotoGP, Moto2 и Moto3
| Год  | Трасса | Moto3             | Moto3         | Moto2                | Moto2         | MotoGP                           | MotoGP                           | Отчет |
| Год  | Трасса | Мотогонщик        | Производитель | Мотогонщик           | Производитель | Мотогонщик                       | Производитель                    | Отчет |
| ---- | ------ | ----------------- | ------------- | -------------------- | ------------- | -------------------------------- | -------------------------------- | ----- |
| 2025 | Лусаил | Анхель Пикерас    | KTM           | Арон Канет           | Kalex         | Марк Маркес                      | Ducati                           | Очет  |
| 2024 | Лусаил | Давид Алонсо      | CFMoto        | Алонсо Лопес         | Boscoscuro    | Франческо Баньяя                 | Ducati                           | Очет  |
| 2023 | Лусаил | Жауме Масия       | Honda         | Фермин Альдегер      | Boscoscuro    | Фабио ди Джаннантонио            | Ducati                           | Очет  |
| 2022 | Лусаил | Андреа Миньо      | Honda         | Челестино Виетти     | Kalex         | Энеа Бастианини                  | Ducati                           | Очет  |
| 2021 | Лусаил | Жауме Масия       | KTM           | Сэм Лоус             | Kalex         | Маверик Виньялес                 | Yamaha                           | Очет  |
| 2020 | Лусаил | Альберт Аренас    | KTM           | Тэцута Нагасима      | Kalex         | Отменено из-за пандемии COVID-19 | Отменено из-за пандемии COVID-19 | Очет  |
| 2019 | Лусаил | Кайто Тоба        | Honda         | Лоренцо Бальдассарри | Kalex         | Андреа Довициозо                 | Ducati                           | Очет  |
| 2018 | Лусаил | Хорхе Мартин      | Honda         | Франческо Баньяя     | Kalex         | Андреа Довициозо                 | Ducati                           | Очет  |
| 2017 | Лусаил | Хоан Мир          | Honda         | Франко Морбиделли    | Kalex         | Маверик Виньялес                 | Yamaha                           | Очет  |
| 2016 | Лусаил | Никколо Антонелли | Honda         | Томас Люти           | Kalex         | Хорхе Лоренсо                    | Yamaha                           | Очет  |
| 2015 | Лусаил | Алексис Масбу     | Honda         | Йонас Фольгер        | Kalex         | Валентино Росси                  | Yamaha                           | Очет  |
| 2014 | Лусаил | Джек Миллер       | KTM           | Эстеве Рабат         | Kalex         | Марк Маркес                      | Honda                            | Очет  |
| 2013 | Лусаил | Луис Салом        | KTM           | Пол Эспаргаро        | Kalex         | Хорхе Лоренсо                    | Yamaha                           | Очет  |
| 2012 | Лусаил | Маверик Виньялес  | FTR Honda     | Марк Маркес          | Suter         | Хорхе Лоренсо                    | Yamaha                           | Очет  |

#### Результаты MotoGP, Moto2 и 125cc
| Год  | Трасса | 125cc       | 125cc         | Moto2         | Moto2         | MotoGP          | MotoGP        | Отчет |
| Год  | Трасса | Мотогонщик  | Производитель | Мотогонщик    | Производитель | Мотогонщик      | Производитель | Отчет |
| ---- | ------ | ----------- | ------------- | ------------- | ------------- | --------------- | ------------- | ----- |
| 2011 | Лусаил | Нико Тероль | Aprilia       | Штефан Брадль | Kalex         | Кейси Стоунер   | Honda         | Очет  |
| 2010 | Лусаил | Нико Тероль | Aprilia       | Сёя Томидзава | Suter         | Валентино Росси | Yamaha        | Очет  |

#### Результаты MotoGP, 250cc и 125cc
| Год  | Трасса | 125cc            | 125cc         | 250cc           | 250cc         | MotoGP          | MotoGP        | Отчет |
| Год  | Трасса | Мотогонщик       | Производитель | Мотогонщик      | Производитель | Мотогонщик      | Производитель | Отчет |
| ---- | ------ | ---------------- | ------------- | --------------- | ------------- | --------------- | ------------- | ----- |
| 2009 | Лусаил | Андреа Янноне    | Aprilia       | Эктор Барбера   | Aprilia       | Кейси Стоунер   | Ducati        | Очет  |
| 2008 | Лусаил | Серхио Гадеа     | Aprilia       | Маттиа Пазини   | Aprilia       | Кейси Стоунер   | Ducati        | Очет  |
| 2007 | Лусаил | Эктор Фобел      | Aprilia       | Хорхе Лоренсо   | Aprilia       | Кейси Стоунер   | Ducati        | Очет  |
| 2006 | Лусаил | Альваро Баутиста | Aprilia       | Хорхе Лоренсо   | Aprilia       | Валентино Росси | Yamaha        | Очет  |
| 2005 | Лусаил | Габор Талмачи    | KTM           | Кейси Стоунер   | Aprilia       | Валентино Росси | Yamaha        | Очет  |
| 2004 | Лусаил | Хорхе Лоренсо    | Derbi         | Себастьян Порто | Aprilia       | Сете Жибернау   | Honda         | Очет  |

### Комментарии
1. ↑  С вводом класса Moto2, в сезоне 2010 года, все кто выигрывал мото Гран-при Катара, выигрывали по 1 разу.